# Alex Figge
Alex Figge (* 29. Januar 1981 in Boulder, Colorado) ist ehemaliger US-amerikanischer Autorennfahrer. Er trat mit Unterbrechungen von 2005 bis 2011 in der American Le Mans Series an.

## Karriere
Figge begann seine Motorsportkarriere 1998 in der Star Mazda Series, in der er drei Jahre aktiv war. 2001 wurde er 16. in der U.S. F2000 National Championship. 2002 wechselte Figge in die Atlantic Championship zu World Speed Motorsports. Mit einem sechsten Platz als bestes Resultat beendete er die Saison auf dem 18. Meisterschaftsplatz. 2003 ging Figge für Pacific Coast Motorsports in der Atlantic Championship an den Start. Mit zwei fünften Plätzen als beste Ergebnisse lag er am Saisonende auf dem neunten Platz in der Fahrerwertung. 2004 blieb er bei Pacific Coast Motorsports. Während sein Teamkollege Jon Fogarty die Meisterschaft für sich entschied, verbesserte sich Figge mit einem Sieg auf den siebten Platz der Meisterschaft.
2005 verließ Figge den Formelsport, um an Langstreckenrennen teilzunehmen. Er startete weiterhin für Pacific Coast Motorsport, wo sein Vater Tom Figge als Mitbesitzer engagiert war. Er debütierte in der American Le Mans Series (ALMS), in der er Neunter der GTS-Wertung wurde, sowie in der Grand-Am Sports Car Series. 2006 war Figge nur in der Grand-Am Sports Car Series aktiv und wurde mit einer Podest-Platzierung 16. in der DP-Wertung.
2007 kehrte Figge in den Formelsport zurück und trat für Pacific Coast Motorsports in der Champ Car World Series an. Bei seinem ersten Rennen erzielte er mit einem achten Platz die einzige Top-10-Platzierung, während sein Teamkollege Ryan Dalziel sechs Mal unter die besten zehn Piloten kam. Am Saisonende belegte Figge den 17. Platz in der Fahrerwertung. 2008 sollte Figge eine weitere Champ-Car-Saison absolvieren. Allerdings fusionierte die Serie vor Saisonbeginn mit der IndyCar Series. Figge trat nur zu einem Rennen, bei dem die ehemaligen Champ-Car-Teams an den Start gingen, an. Da er an keinem weiteren Rennen teilnahm, erhielt er keine Meisterschaftspunkte.
Figge kehrte anschließend in den Langstreckensport zurück. Er trat 2008 in der ALMS an und wurde 18. der GT2-Wertung. In den nächsten drei Jahren bestritt Figge nur einzelne Rennen. 2009 nahm er an einem Rennen der Grand-Am Sports Car Series, 2010 an drei ALMS-Rennen und 2011 an einem ALMS-Rennen teil.

## Statistik

### Karrierestationen
| - 1998: Star Mazda Series - 1999: Star Mazda Series - 2000: Star Mazda Series - 2001: U.S. F2000 National Championship - 2002: Atlantic Championship (Platz 18) - 2003: Atlantic Championship (Platz 9) | - 2004: Atlantic Championship (Platz 7) - 2005: ALMS, GTS (Platz 9) - 2005: Grand-Am Sports Car Series, DP (Platz 66) - 2006: Grand-Am Sports Car Series, DP (Platz 16) - 2007: Champ Car (Platz 17) - 2008: IndyCar Series (Platz 43) | - 2008: ALMS, GT2 (Platz 18) - 2009: Grand-Am Sports Car Series, DP (Platz 49) - 2010: ALMS, LMPC (Platz 14) - 2011: ALMS, LMPC (Platz 32) |

### Sebring-Ergebnisse
| Jahr | Team                      | Fahrzeug                | Teamkollege  | Teamkollege      | Platzierung | Ausfallgrund |
| ---- | ------------------------- | ----------------------- | ------------ | ---------------- | ----------- | ------------ |
| 2005 | Pacific Coast Motorsports | Chevrolet Corvette C5-R | Ryan Dalziel | David Empringham | Rang 9      |              |